# Portland (Maine)
Portland es una ciudad ubicada en el condado de Cumberland en el estado estadounidense de Maine. En el Censo de 2010 tenía una población de 66 194 habitantes y una densidad poblacional de 368,07 personas por km².
El escudo de la ciudad muestra a un fénix surgiendo de sus cenizas y con del lema Resurgam, "me levantaré nuevamente" en latín; una referencia a cómo la ciudad se recuperó de cuatro grandes incendios. La ciudad de Portland (Oregón) fue nombrada en honor a esta ciudad.

## Historia
Portland fue conocida como Machigonne por los nativos que vivieron originalmente allí. Fue refundada por los ingleses en 1632 como un poblado dedicado a la pesca y comercio llamado Casco. En 1658 su nombre fue cambiado nuevamente, esta vez a Falmouth. Un monumento ubicado al final de Congress Street fue creado como tributo a los cuatro nombres que ha tenido Portland.
En 1675, el pueblo fue completamente destruido por los wampanoag durante la guerra del Rey Philip. La comunidad fue reconstruida, pero sufrió el ataque de los mismos nativos años después. El 18 de octubre de 1775, el poblado fue nuevamente destruido, esta vez bombardeado durante la guerra de Independencia de los Estados Unidos por la Marina Real Británica, bajo el mandato del capitán Henry Mowat.

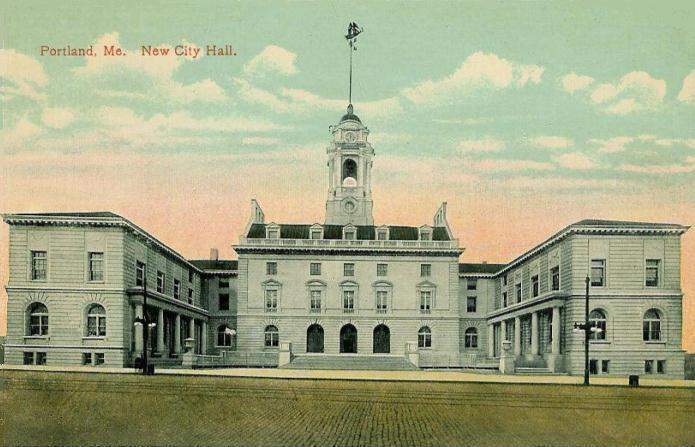
El Ayuntamiento hacia 1910.

Tras la guerra, un sector de Falmouth llamado The Neck ("el cuello", en inglés) se transformó en un puerto comercial y comenzó a crecer rápidamente como centro marítimo. En 1786, los ciudadanos de Falmouth formaron una ciudad aparte en ese sector y la llamaron Portland. La economía de Portland se vio afectada por el Embargo Act de 1807 (prohibición de comercio con los británicos) y la guerra anglo-estadounidense de 1812. En 1820 Maine se convirtió en estado y Portland fue elegida como capital. Con el fin del Embargo y la guerra, la economía de la ciudad se recuperó. En 1832 la capital fue trasladada a Augusta.
Portland fue el centro de las protestas en contra de la Ley de Maine de 1851, culminando con los Disturbios de Portland el 2 de junio de 1855.
El gran incendio del 4 de julio de 1866, iniciado durante las celebraciones del Día de la Independencia, destruyó gran parte de los edificios comerciales, la mitad de las iglesias y cientos de casas en la ciudad. Cerca de 10 000 personas quedaron damnificadas. Tras el incendio, Portland fue reconstruida mediante ladrillos, adquiriendo una apariencia victoriana.

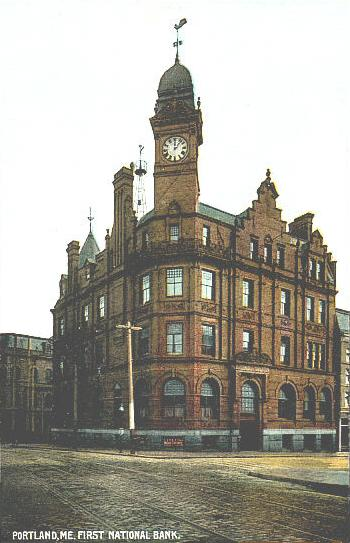
Primer Banco Nacional, c. 1910.

La calidad y estilo de la arquitectura en Portland se debe en gran parte al trabajo de importantes arquitectos durante el siglo XIX. Alexander Parris (1780–1852) llegó a la ciudad aproximadamente en 1800, donde construyó diversos edificios de estilo federal, aunque algunos fueron destruidos en el incendio de 1866. Charles A. Alexander (1822–1882) creó numerosos diseños de mansiones victorianas. Henry Rowe (1810–1870) se especializó en casas con aspecto gótico. George M. Harding (1827–1910) diseñó varios edificios en Old Port, al igual que algunas residenciales. A finales del siglo, Frederick A. Tompson (1857–1906) diseñó varios edificios residenciales en la ciudad.
Los arquitectos de mayor influencia fueron Francis Fassett (1823–1908) y John Calvin Stevens (1855–1940). Fassett fue el encargado de construir el Hospital General de Maine (hoy en día una parte del Centro Médico de Maine), la iglesia Williston West, algunas escuelas, edificios comerciales y de apartamentos, residencias privadas, y su propia casa en Pine Street. Entre los años 1880 y 1930 Stevens trabajó con una gran gama de estilos, de los cuales destacan el shingle y el colonial.
El estilo victoriano de la ciudad, que fue popular durante la reconstrucción de la ciudad, ha sido preservado gracias a los esfuerzos por parte del gobierno local. En 1982 el área fue incluida en el National Register of Historic Places.
Desde los años 1990, el Instituto de Arte de Maine se ha convertido en una fuerza revitalizadora para el centro de la ciudad, atrayendo a estudiantes del resto del país, y adoptando al edificio histórico Porteous en Congress Street como lugar para sus instalaciones. El instituto además ha mantenido el edificio Baxter, que en un principio fue sede de la biblioteca municipal, como laboratorio de computación y estudio fotográfico.
Durante el último tiempo Portland ha experimentado un importante crecimiento urbano, aunque mucho más controlado que el ocurrido durante la década de 1980. En Congress Street han proliferado las tiendas y los lugares para comer, producto de la expansión del Instituto de Arte y la aparición de diversos condominios. Los sectores de Bayside y Ocean Gateway están sufriendo un acelerado proceso de urbanización.

## Geografía
Portland se encuentra ubicada en las coordenadas 43°38′00″N 70°11′8″O / 43.63333, -70.18556. Según la Oficina del Censo de los Estados Unidos, Portland tiene una superficie total de 179,84 km², de la cual 55,19 km² corresponden a tierra firme y (69,31 %) 124,65 km² es agua.

### Clima
| Parámetros climáticos promedio de Jetport Internacional de Portland, Maine (normales 1991–2020, extremos 1871–presente) | Parámetros climáticos promedio de Jetport Internacional de Portland, Maine (normales 1991–2020, extremos 1871–presente) | Parámetros climáticos promedio de Jetport Internacional de Portland, Maine (normales 1991–2020, extremos 1871–presente) | Parámetros climáticos promedio de Jetport Internacional de Portland, Maine (normales 1991–2020, extremos 1871–presente) | Parámetros climáticos promedio de Jetport Internacional de Portland, Maine (normales 1991–2020, extremos 1871–presente) | Parámetros climáticos promedio de Jetport Internacional de Portland, Maine (normales 1991–2020, extremos 1871–presente) | Parámetros climáticos promedio de Jetport Internacional de Portland, Maine (normales 1991–2020, extremos 1871–presente) | Parámetros climáticos promedio de Jetport Internacional de Portland, Maine (normales 1991–2020, extremos 1871–presente) | Parámetros climáticos promedio de Jetport Internacional de Portland, Maine (normales 1991–2020, extremos 1871–presente) | Parámetros climáticos promedio de Jetport Internacional de Portland, Maine (normales 1991–2020, extremos 1871–presente) | Parámetros climáticos promedio de Jetport Internacional de Portland, Maine (normales 1991–2020, extremos 1871–presente) | Parámetros climáticos promedio de Jetport Internacional de Portland, Maine (normales 1991–2020, extremos 1871–presente) | Parámetros climáticos promedio de Jetport Internacional de Portland, Maine (normales 1991–2020, extremos 1871–presente) | Parámetros climáticos promedio de Jetport Internacional de Portland, Maine (normales 1991–2020, extremos 1871–presente) |
| Mes | Ene. | Feb. | Mar. | Abr. | May. | Jun. | Jul. | Ago. | Sep. | Oct. | Nov. | Dic. | Anual |
| --- | --- | --- | --- | --- | --- | --- | --- | --- | --- | --- | --- | --- | --- |
| Temp. máx. abs. (°C) | 19.4 | 20 | 31.1 | 33.3 | 35.6 | 36.7 | 39.4 | 39.4 | 35.6 | 31.1 | 23.9 | 21.7 | 39.4 |
| Temp. máx. media (°C)                                                                                                   | 0.2 | 1.7 | 5.7 | 12.1 | 17.9 | 23.1 | 26.4 | 25.9 | 21.7 | 15.3 | 9.1 | 3.5 | 13.6 |
| Temp. media (°C) | -4.4 | -3.2 | 1.2 | 7 | 12.7 | 17.9 | 21.3 | 20.7 | 16.4 | 10.2 | 4.4 | -0.9 | 8.6 |
| Temp. mín. media (°C)                                                                                                   | -9.1 | -8.2 | -3.3 | 1.9 | 7.5 | 12.8 | 16.2 | 15.4 | 11.2 | 5 | -0.2 | -5.3 | 3.7 |
| Temp. mín. abs. (°C) | -32.2 | -39.4 | -29.4 | -13.3 | -5 | 0.6 | 4.4 | 0.6 | -5 | -9.4 | -21.1 | -29.4 | -39.4 |
| Precipitación total (mm)                                                                                                | 88.9 | 89.9 | 103.6 | 112 | 93.2 | 105.4 | 87.1 | 90.7 | 95.8 | 133.4 | 108 | 114.3 | 1222.2 |
| Nevadas (cm) | 47.2 | 42.2 | 34.5 | 7.1 | 0 | 0 | 0 | 0 | 0 | 0.5 | 5.8 | 37.1 | 174.5 |
| Días de precipitaciones (≥ 0.2 mm)                                                                                      | 11.2 | 10.2 | 11.3 | 11.1 | 12.5 | 11.7 | 10.8 | 9.4 | 9.3 | 10.9 | 10.7 | 12.3 | 131.4 |
| Días de nevadas (≥ 0.2 cm)                                                                                              | 7.6 | 7.0 | 5.1 | 1.3 | 0.0 | 0.0 | 0.0 | 0.0 | 0.0 | 0.1 | 1.5 | 6.0 | 28.6 |
| Horas de sol | 164.8 | 172.8 | 205.2 | 213.5 | 243.2 | 259.1 | 282.2 | 267.6 | 229.1 | 195.7 | 138.7 | 140.9 | 2512.8 |
| Humedad relativa (%) | 66.8 | 65.2 | 66.3 | 66.8 | 71.1 | 74.7 | 75.3 | 76.3 | 76.7 | 73.9 | 72.6 | 70.2 | 71.3 |
| Fuente: NOAA (humedad y horas de sol 1961–1990)                                                                         | | | | | | | | | | | | | |

## Demografía

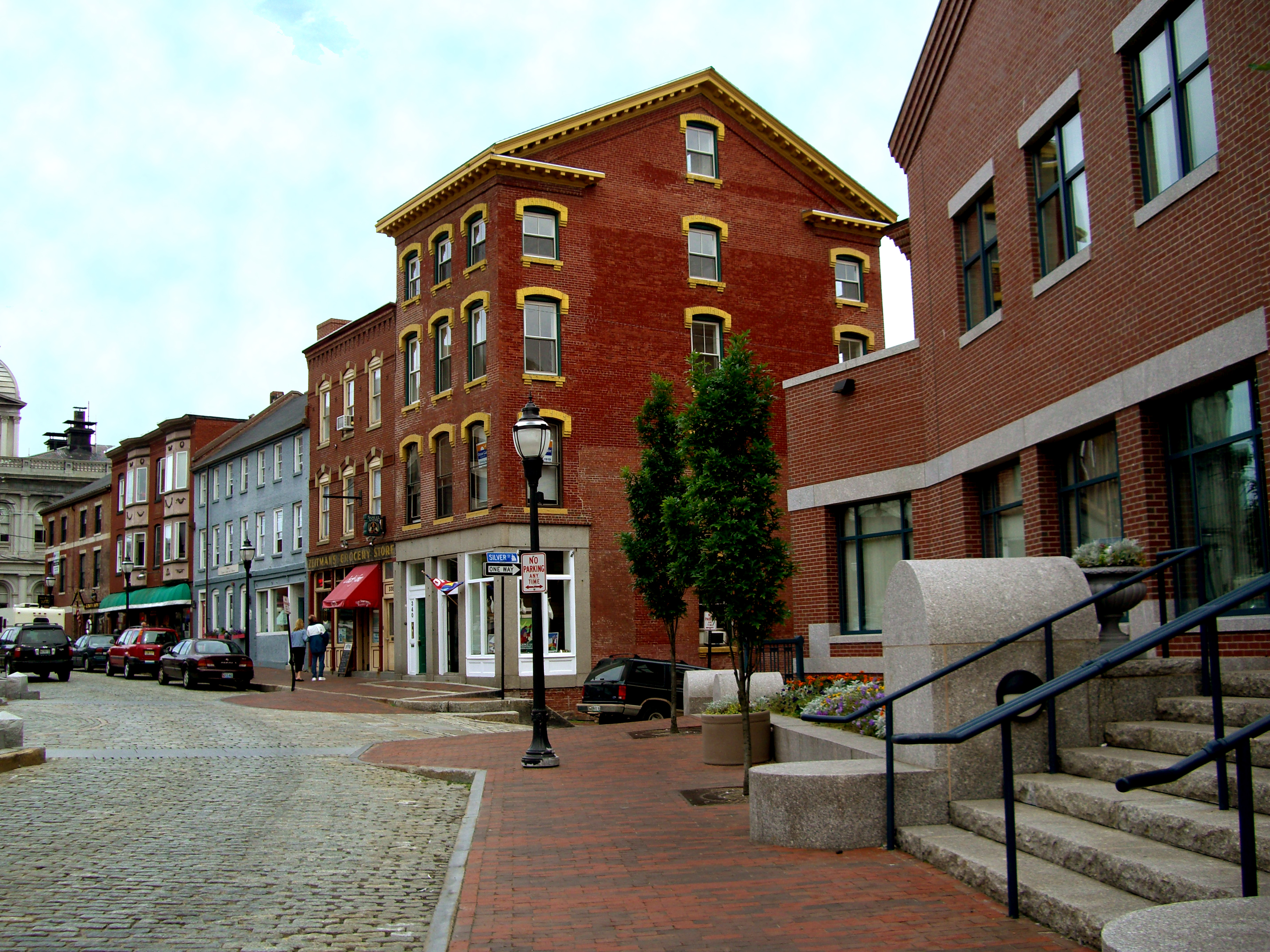
Casco antiguo

Según el censo de 2010, había 66 194 personas residiendo en Portland. La densidad de población era de 368,07 hab./km². De los 66 194 habitantes, Portland estaba compuesto por el 85,02 % blancos, el 7,08 % eran afroamericanos, el 0,47 % eran amerindios, el 3,48 % eran asiáticos, el 0,04 % eran isleños del Pacífico, el 1,21 % eran de otras razas y el 2,7 % pertenecían a dos o más razas. Del total de la población el 3,02 % eran hispanos o latinos de cualquier raza.

## Economía

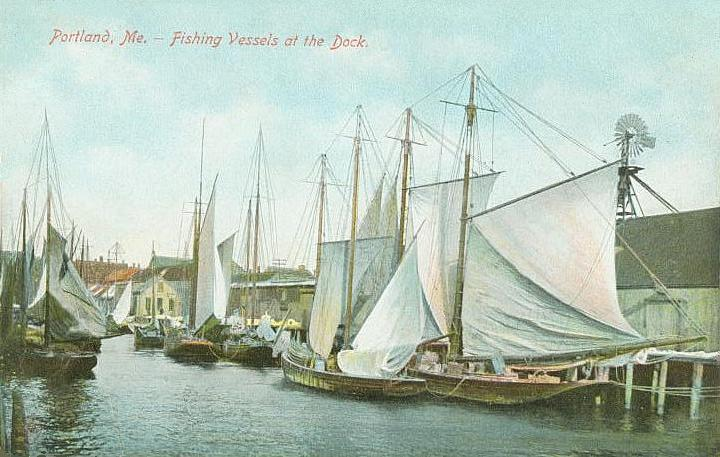
Buques pesqueros, c. 1908.

Debido a su proximidad a Boston y poseer el mayor puerto del estado, Portland se ha convertido en la capital económica de Maine. Su economía ha evolucionado a lo largo de los años, de centrarse en la pesca, manufactura y agricultura, pasó a una basada en los servicios. Varias organizaciones financieras poseen su sede de Maine en la ciudad, como el Bank of America, Key Bank, Fidelity Investments, Anthem Blue Cross & Blue Shield y Aetna. Algunas de las compañías que tienen su sede central en Portland incluyen: Unum, TD Banknorth, Maine Bank & Trust, ImmuCell Corp y Pioneer Telephone. Algunas compañías que cumplen importantes roles dentro de la economía local están ubicadas en los suburbios de South Portland, Westbrook y Scarborough.
Según el informe anual (2005) del U.S. Army Corps of Engineers, el puerto de Portland fue considerado como:
- El puerto con mayor tránsito de tonelaje extranjero en Estados Unidos.
- El mayor puerto de Nueva Inglaterra en términos de tonelaje.
- El vigésimo quinto puerto más grande de Estados Unidos.
- El mayor puerto de petróleo en la costa este del país.

## Edificios importantes

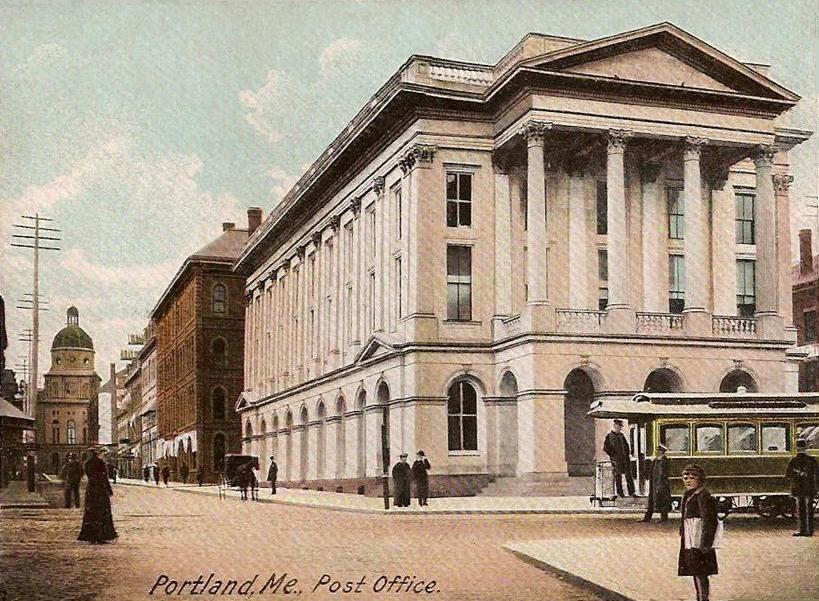
Antigua oficina de correos, 1905.

La Catedral de la Inmaculada Concepción ha formado parte del grupo de edificios de Portland desde su construcción en 1854. En 1859, Ammi B. Young diseñó el Hospital Naval, el primero de tres trabajos supervisados por arquitectos del Ministerio de Hacienda. Aunque la oficina de correos construida en 1868 por Isaiah Rogers ya no existe, en su lugar está la oficina de aduanas construida por Alfred B. Mullett en 1873. Otra importante estructura es el 477 de Congress Street, un edificio comercial completado en 1924, conocido por los habitantes como el "edificio del tiempo y temperatura", debido a un letrero luminoso que ha entregado esa información durante décadas.
La Torre Franklin, completada en 1969, es conocida como el edificio más alto de Portland (e incluso de Maine) con sus 17 pisos. La estructura está ubicada junto a la Catedral de la Inmaculada Concepción.

## Cultura

### Medios de comunicación
Portland es la sede de varias compañías de telecomunicaciones, medios impresos, publicidad, diseño web y estudios de fotografía.
La ciudad posee su propio periódico, el Portland Press Herald, que es impreso todos los días con excepción del domingo, donde es reemplazado por el Maine Sunday Telegram. El Maine Sunday Telegram es publicado por la compañía Blethen Maine Newspapers, encargada también del Portland Press Herald y la revista semanal The Maine SWITCH.
En Portland, además, se imprime el Portland Phoenix, un periódico semanal alternativo, publicado por el Phoenix Media/Communications Group. Phoenix también publica la revista trimestral Portland {STYLE}.
Otras publicaciones incluyen The Portland Forecaster, un periódico comunitario del Sun Journal, The Bollard, The West End News, The Blue Room, The Munjoy Hill Observer, The Baysider, The Waterfront, Portland, Port City Life y The Companion, una publicación LGBT.
Portland posee el mayor mercado de radio y televisión en Maine. Entre las estaciones radiales de Portland se encuentran: WFNK, WJAB (deportes), WTHT (música country), WBQW (música clásica), WHXR (rock), WHOM, WJBQ, WCLZ, WBLM (rock clásico) y WCYY. WMPG es una estación de radio local no comercial, manejada por miembros de la University of Southern Maine.
La ciudad posee una gran variedad de emisoras de televisión locales, las cuales representan a importantes cadenas, estas incluyen WCSH 6 (NBC), WMTW 8 (ABC), WGME 13 (CBS), WPFO 23 (FOX), WPME 35 (MyNetworkTV) y WPXT 51 (The CW Network). En Portland no existen estaciones afiliadas a PBS, pero hay en otras ciudades como WCBB de Augusta y WMEA de Biddeford.

### Deportes y recreación

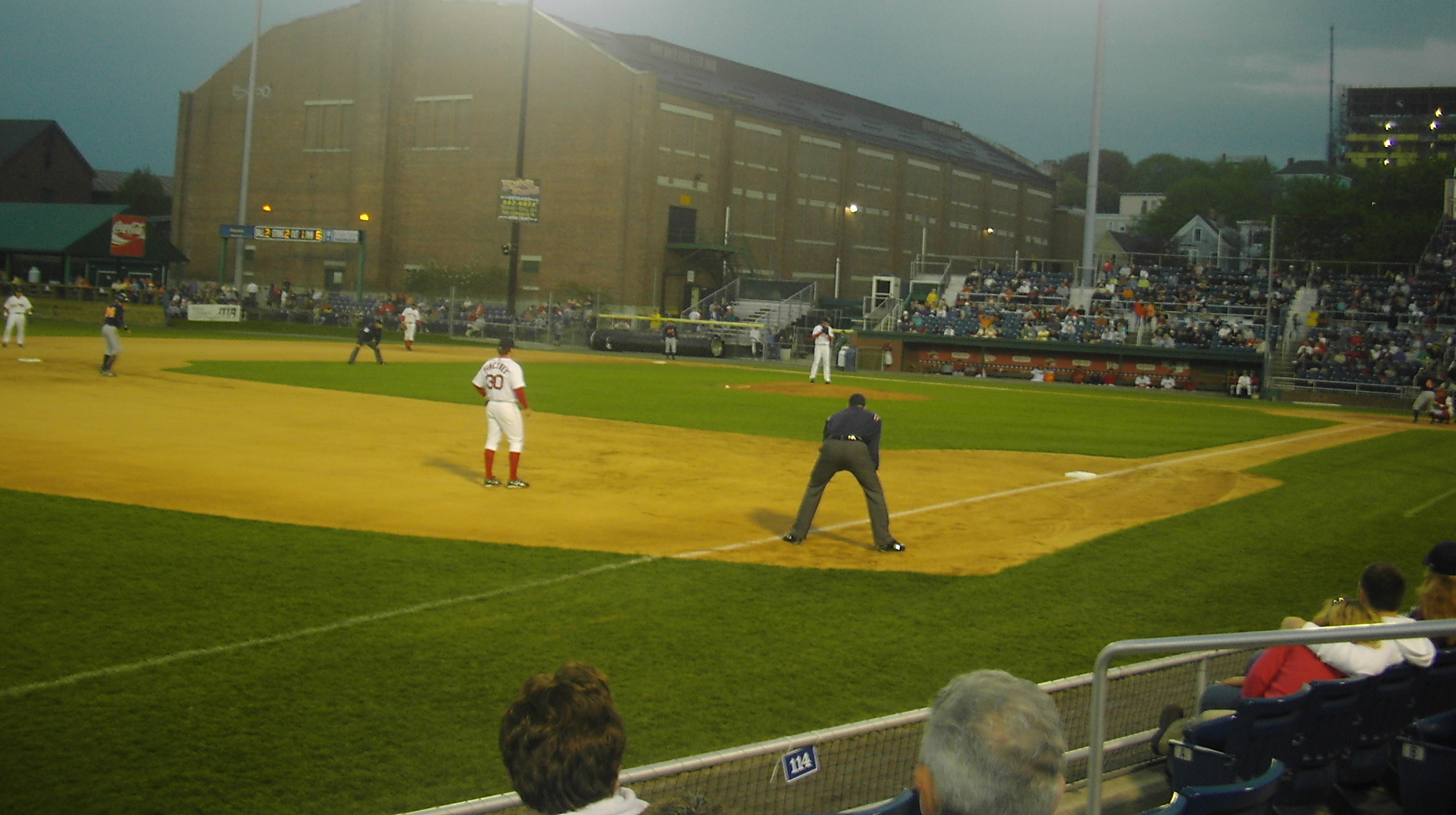
Los Portland Sea Dogs, mayo de 2007.

La ciudad es la sede de tres equipos de ligas menores norteamericanas. Los Portland Sea Dogs, equipo afiliado de los Boston Red Sox, juegan en el Hadlock Field. Cuentan con los Maine Cletics equipo de la NBA Development League, afiliado de Boston Celtics y Charlotte Bobcats que juegan sus partidos en el Portland Exposition Building. Otro equipo presente en la ciudad son los Portland Pirates de la Liga Americana de Hockey afiliados de los Anaheim Ducks que juegan como locales en el Cumberland County Civic Center
El Complejo Deportivo de Portland, ubicado entre Park Ave. y Brighton Ave. alberga a varios estadios y centros recreativos como:
- Hadlock Field - béisbol (capacidad 7368)
- Fitzpatrick Stadium - fútbol, lacrosse, hockey sobre hierba (capacidad 6000)
- Portland Exposition Building - baloncesto, conciertos (capacidad 2000)
- Portland Ice Arena - hockey y patinaje (capacidad 400)

Portland posee 11 campos de golf, 124 canchas de tenis y 95 juegos infantiles. Hay además cerca de 160 km de senderos naturales.

### Gastronomía

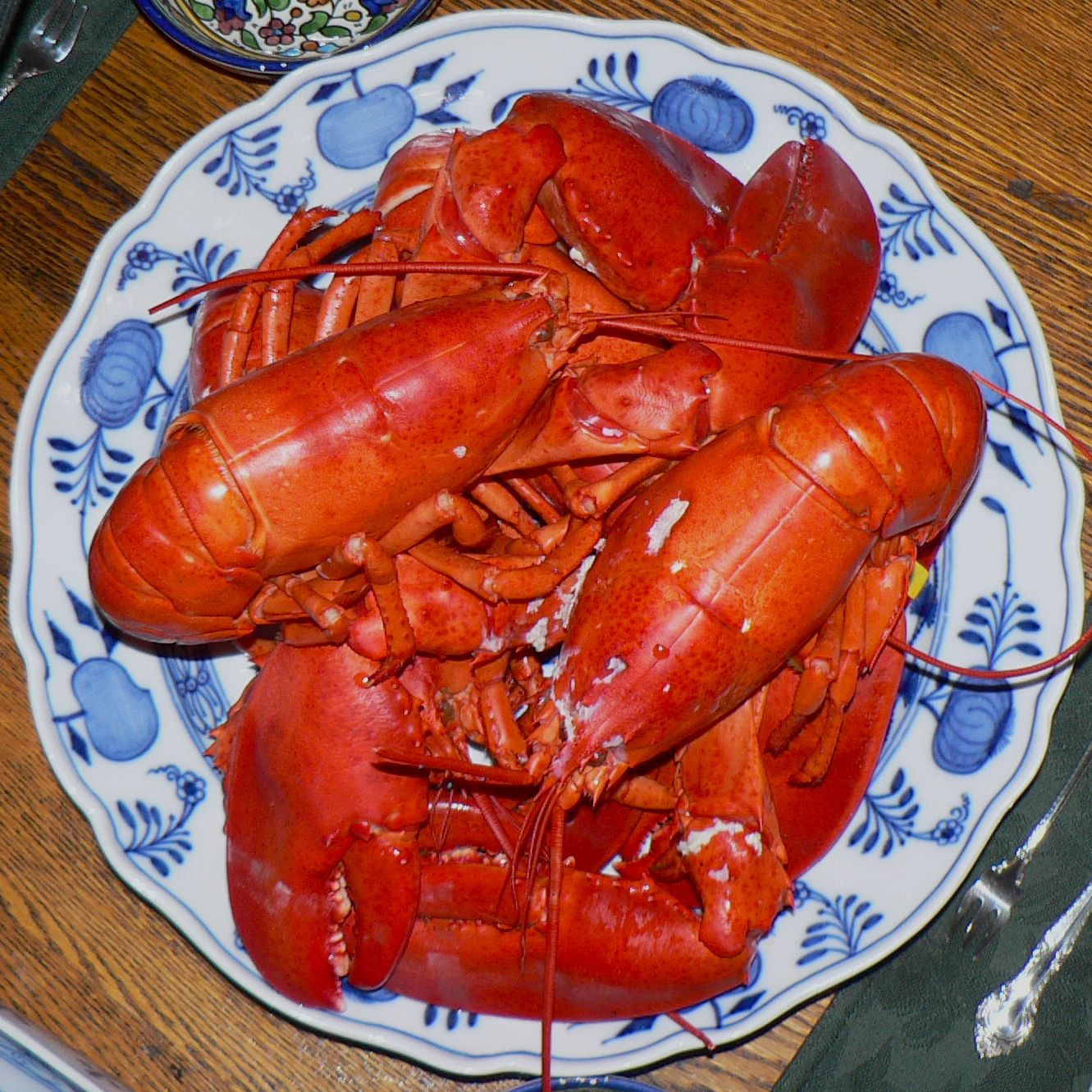
Langosta hervida.

El centro de la ciudad y Old Port poseen una gran concentración de locales para comer, además de los existentes a lo largo de la península. Portland está ubicada entre las ciudades de Estados Unidos con más restaurantes per cápita. Según la Asociación de Restaurantes de Maine, la ciudad tienen cerca de 230 restaurantes.
Portland ha adquirido además una buena reputación por la calidad de su comida y restaurantes. En 2007, la ciudad fue elegida como una de las tres finalistas del "destino más sabrosos del año" en los Food Network Awards. Varios chefs locales han adquirido notoriedad durante los últimos años.
En la ciudad hay también algunas pequeñas fábricas de cerveza, entre las cuales cabe mencionar D. L. Geary Brewing Company, Gritty McDuff's Brewing Company, Shipyard Brewing Company, Casco Bay Brewing Co. y Allagash Brewing Company.

## Transporte
Portland es accesible mediante las autopistas interestatales I-95 e I-295, además de la carretera U.S. Route 1. La U.S. Route 302, una extensa carretera que une Maine y Vermont, tiene su extremo este en Portland.
El servicio de buses Concord Trailways conecta a Portland con otras 14 comunidades de Maine, al igual que con el Aeropuerto Internacional de Boston. La ruta ferroviaria Downeaster de Amtrak conecta a la ciudad con Boston, a través de la costa de Nuevo Hampshire. Ambos servicios pueden ser encontrados en el Centro de Transporte de Portland.
El servicio aéreo comercial es proporcionado por el Aeropuerto Internacional de Portland, ubicado al oeste de la ciudad.

## Ciudades hermanas
Portland posee 3 ciudades hermanas, designadas por Sister Cities International, Inc. (SCI):
- Shinagawa, Japón
- Arcángel, Rusia
- Cap-Haïtien, Haití

## Nativos famosos
- Stephen King (n. 1947), escritor de terror y ciencia ficción
- Anna Kendrick (n. 1985), actriz y cantante